# Allerheiligenbucht

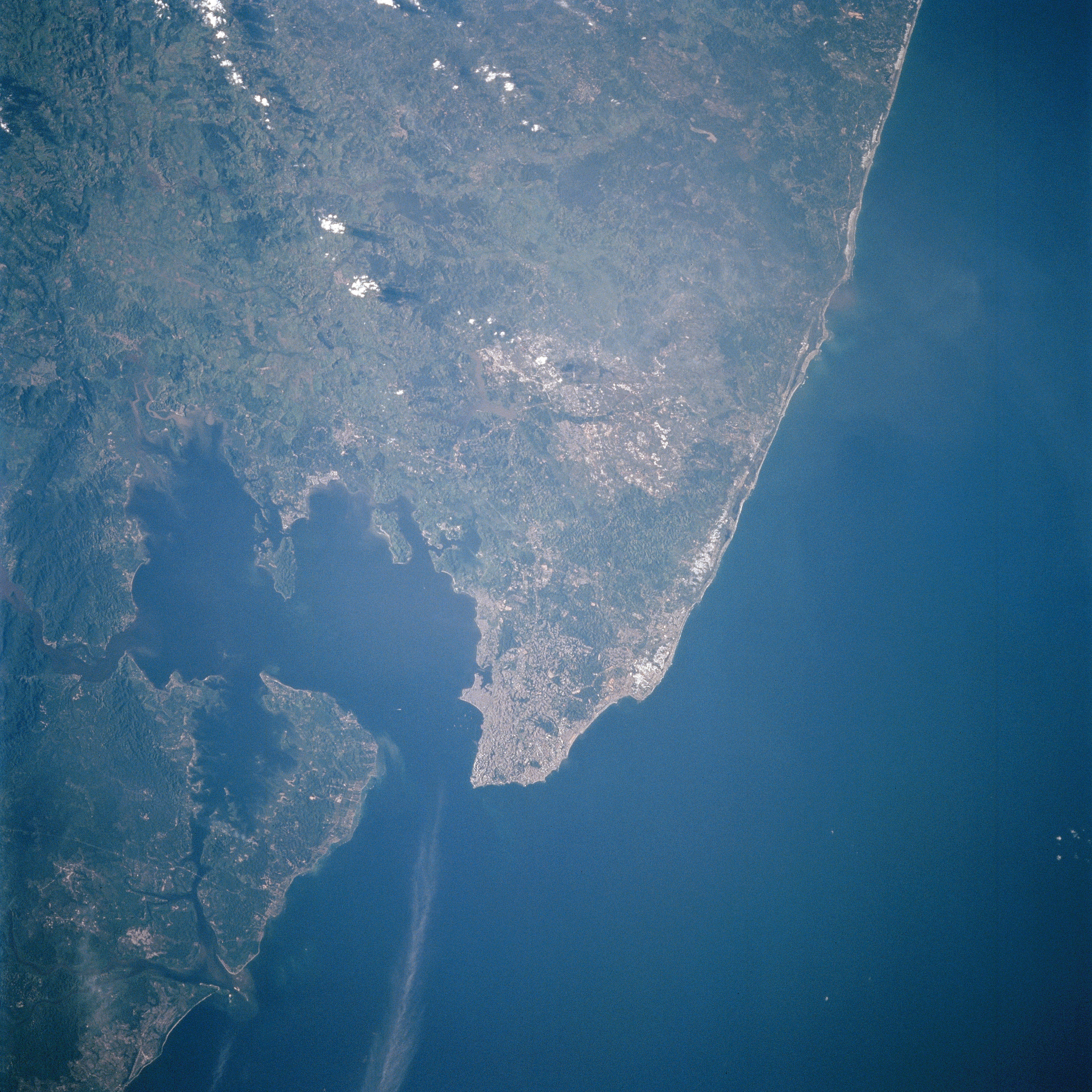
Weltraumaufnahme vom April 1997

Die Allerheiligenbucht (portugiesisch Baía de Todos os Santos) ist eine Meeresbucht im brasilianischen Bundesstaat Bahia und Namensgeber dieses Staates. Am Ausgang der Bucht liegt zudem die Hauptstadt des Staates Salvador. Es handelt sich um eine der größten Meeresbuchten am Südatlantik und um die größte in Südamerika.

## Geschichte
Unter dem Kommando des Gonçalo Coelho erreichte dessen Flotte die Bucht an Allerheiligen, dem 1. November 1501, und benannte diese nach dem Tag der Landung (portugiesisch Bahia de Todos os Santos, deutsch „Allerheiligenbucht“); Coelho ließ hier ein Padrão errichten.

## Weblinks

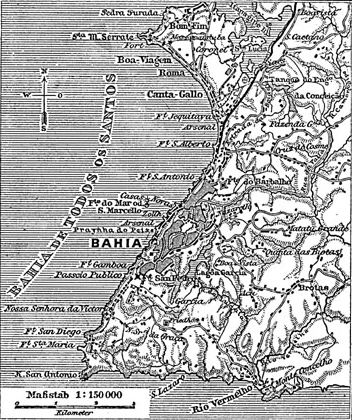
Historische Karte der Bucht mit Salvador da Bahia